# 朝鲜劳动党第五次代表大会
朝鲜劳动党第五次代表大会于1970年11月2日－1970年11月13日在平壤举行。1970年11月13日至1979年12月12日间共召开了十九次全体会议。

## 一中全会
- 时间：1970年11月13日
- 议程：[2]
  - 朝鲜劳动党中央委员会工作的总结
  - 朝鲜劳动党中央检查委员会工作的总结
  - 关于朝鲜民主主义人民共和国发展国民经济的六年计划（1971年—1976年）
  - 选举朝鲜劳动党中央领导机构

大会选举了117名中央委员会委员、55名中央委员会候补委员、15名中央检查委员会委员。
- 总书记：金日成
- 政治委员会委员：金日成、崔庸健、金一、朴成哲、崔贤、金英柱、吴振宇、金东奎、徐哲、金仲麟、韓益洙
- 政治委员会候补委员：玄武光、鄭準澤、杨亨燮、金万金
- 书记：崔庸健、金一、金英柱、吴振宇、金东奎、金仲麟、韓益洙、玄武光、杨亨燮
- 检阅委员会委员长：金丽重
- 检查委员会委员长：金世活

## 二中全会扩大会议
- 时间：1971年4月19日－4月23日
- 议程：中央委员会总书记金日成主持了全会并在会上作了总结发言[4]

## 三中全会
- 时间：1971年11月15日－11月23日
- 议程：[5]
  - “关于国际形势中出现的几个问题”：中央委员会总书记金日成就此议题作了报告
  - “关于在执行三大技术革命任务中，机械工业部门所面临的任务”：中央政治局委员、书记局书记、内阁第一副首相金一就此作了报告
  - “关于人民消费品的生产”：中央政治局委员、内阁第二副首相朴成哲同志就此作了报告

## 四中全会
- 时间：1972年7月1日－7月6日
- 议程：[6]
  - “劳动党五届三中全会的一项决定‘党的和平统一祖国的政策’的执行情况和今后的措施”：中央委员会总书记总书记金日成就此议题作了报告
  - “关于实行普及十年制高中义务教育问题”：内阁第一副首相金一就此作了报告

## 五中全会
- 时间：1972年10月23日－10月26日
- 议程：[7]
  - “关于朝鲜民主主义人民共和国社会主义宪法”：全会完全支持和赞同宪法草案，一致同意提交最高人民会议和祖国统一民主主义战线中央委员会审议
  - “关于一九七三年度国民经济发展计划”：中央委员、内阁副首相崔载雨就此议题作了报告
  - “关于更换朝鲜劳动党党证的工作”：全会指出，给全体党员更换党证是提高党员党性的重要工作，是适时的措施

## 六中全会
- 时间：1972年12月22日
- 议程：“关于朝鲜民主主义人民共和国社会主义宪法”：鉴于制订朝鲜民主主义人民共和国社会主义宪法工作的重要性及其历史意义，全会对此进行了讨论[8]

## 七中全会
- 时间：1973年9月4日－9月17日（9月8日至10日间由于适逢朝鲜建国25周年而休会）
- 议程：[9]
  - “关于完成党的第五次代表大会提出的思想、技术、文化这三大革命的情况”：全会听取了地方党和工厂、企业党的干部就此所作的发言
  - “关于正确地实行独立核算制，以符合伟大的大安工作体系”：杨亨燮同志就此议题作了报告

## 八中全会
- 时间：1974年2月11日－2月13日
- 议程：[10]
  - “关于全面动员一切力量投入社会主义巨大建设事业”： 总书记金日成就此议题作了报告
  - “关于完全废除税金、大幅度降低工业商品价格”：李根模就此作了报告

此次全会上金正日当选为中央政治局委员、书记局书记，事实上确认了金正日成为金日成的接班人。

## 九中全会
（无公开报道）

## 十中全会
- 时间：1975年2月11日－2月17日
- 议程：[11]
  - “关于履行金日成同志提出的思想、技术、文化三大革命任务的指导工作情况”
  - “党中央委员会在朝鲜劳动党成立三十周年之际的口号”

## 十一中全会
- 时间：1975年11月19日－11月21日
- 议程：“一九七六年国民经济计划”[12]

## 十二中全会
- 时间：1976年10月11日－10月14日
- 议程：[13]
  - “关于一九七六年度农业工作的总结”：朝鲜劳动党各道委员会责任书记分别对此作了报告[1]
  - “关于彻底贯彻党所提出的改造自然的五点方针，以便提前占领一千万吨粮食高地”：中央委员、农业委员会委员长徐官喜对此作了报告[1]

## 十三中全会
- 时间：1977年4月4日－4月6日
- 议程：[14]
  - “关于全党、全军、全民总动员，努力开展预防由于寒潮而引起的干旱灾害的斗争”：中央委员、农业委员会委员长徐官喜对此作了报告[1]
  - “关于劳动党四届十八中全会扩大会议对交通运输部门工作的决定的执行情况和今后的任务”：中央委员、铁道部部长朴容錫对此作了报告[1]

## 十四中全会
- 时间：1977年9月5日－9月7日
- 议程：“关于《社会主义教育的提纲》”：全会通过了金日成制定的《社会主义教育的提纲》，并把9月5日定为教育节[15]

## 十五中全会
- 时间：1977年12月13日
- 议程：
  - “关于提交第六届最高人民会议第一次会议审议的发展国民经济第二个七年（一九七八至一九八四年）计划”：国家计划委员会委员长洪成龙发表了关于计划草案的报告[16]
  - “组织问题”[1]

## 十六中全会
- 时间：1978年1月28日
- 议程：“关于通过党中央委员会致全体党员的信”[17]

## 十七中全会
- 时间：1978年11月27日－11月28日
- 议程：“关于一九七九年国民经济发展计划”：国家计划委员会委员长洪成龙就此作了报告[18]

## 十八中全会
- 时间：1979年6月13日－6月15日
- 议程：“关于党的五届十三中全会关于贯彻三大运输方针决议的情况和迅速发展运输事业的任务”[19]：政治局候补委员、政务院副总理兼铁道部部长姜成山就此作了报告

## 十九中全会
- 时间：1979年10月10日－10月12日
- 议程：[1]
  - “关于一九八○年的国民经济计划”：政治局候补委员、政务院副总理兼国家计划委员会委员长卢太锡就此作了报告
  - “关于全党、全军、全民总动员，有力地开展在河川上筑坝、大力建设水力发电站，预防洪水灾害和增加电力生产的斗争”：中央委员、电力工业部部长李智灿就此作了报告
  - “关于召开朝鲜劳动党第六次代表大会”